# Naturschutzgebiet Mittleres Ittertal und Baverter Bachtal

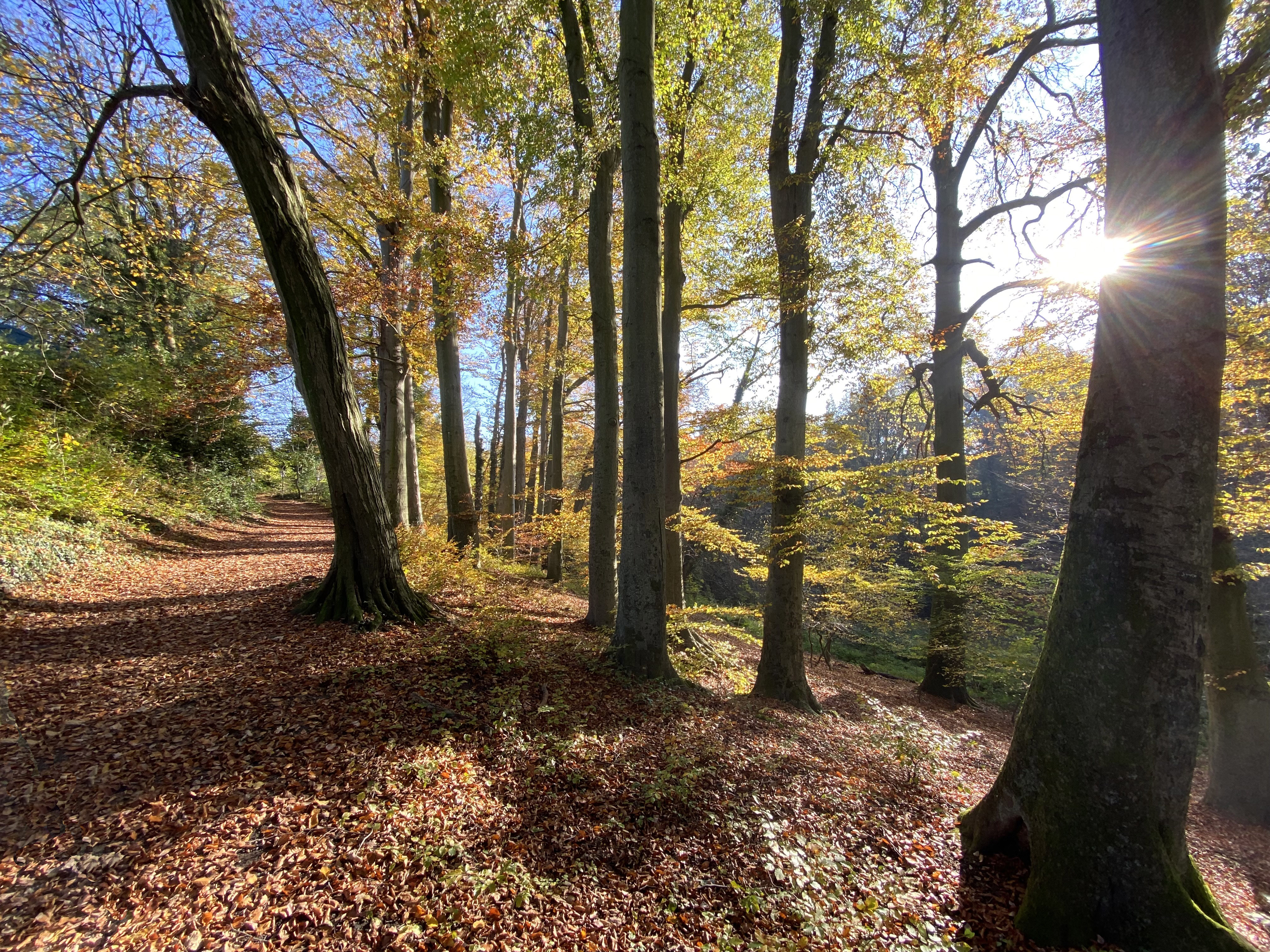
Baverter Bachtal

Das Naturschutzgebiet Mittleres Ittertal und Baverter Bachtal (NSG-Kennung SG-011) mit einer Größe von 28,88 ha liegt im nordwestlichen Bereich des Solinger Stadtgebietes an der Grenze zur Stadt Haan im Kreis Mettmann. Dort setzt es sich unter dem Namen Ittertal mit der Schlüsselnummer ME-043 fort. Das NSG-Gebiet SG-011 wurde 2005 durch die Stadt Solingen als Naturschutzgebiet (NSG) ausgewiesen.

## Gebietsbeschreibung
Das Naturschutzgebiet umfasst das Tal der Itter von der Heidberger Mühle bis zum Schloss Caspersbroich mit den in ihr einmündenden Bächen Horster Bach und Baverter Bach – entlang eines Sohlkerbtals mit flacher Sohle und geneigten bis steilen Hängen.
Als Schutzziele werden im Landschaftsplan der Stadt Solingen genannt:
- Erhaltung und Sicherung der streckenweise naturnahen Bachläufe,
- Erhaltung und Förderung der ökologisch wertvollen Feuchtbereiche mit ihren artenreichen Pflanzen- und Tierbeständen mit Schwerpunkt Amphibienschutzgebiete um Schloss Caspersbroich und Brucher Mühle,
- Verbesserung des Fließgewässerökosystems und der Wasserqualität,
- Erhaltung und Förderung der standorttypischen Laubmischwälder als Lebensraum für seltene, gefährdete sowie landschaftsraumtypische Tier- und Pflanzenarten.

Zu den seltenen und gefährdeten Tierarten, die im Naturschutzgebiet heimisch sind, gehören: Die Fledermausarten Wasserfledermaus und Abendsegler, die Vogelarten Eisvogel, Wasseramsel, Gebirgsstelze und Sumpfrohrsänger, die Amphibien Grasfrosch, Wasserfrosch, Erdkröte und Teichmolch, sowie die beiden Rote-Liste-Heuschreckenarten Sumpfgrashüpfer und Kurzflügelige Schwertschrecke.

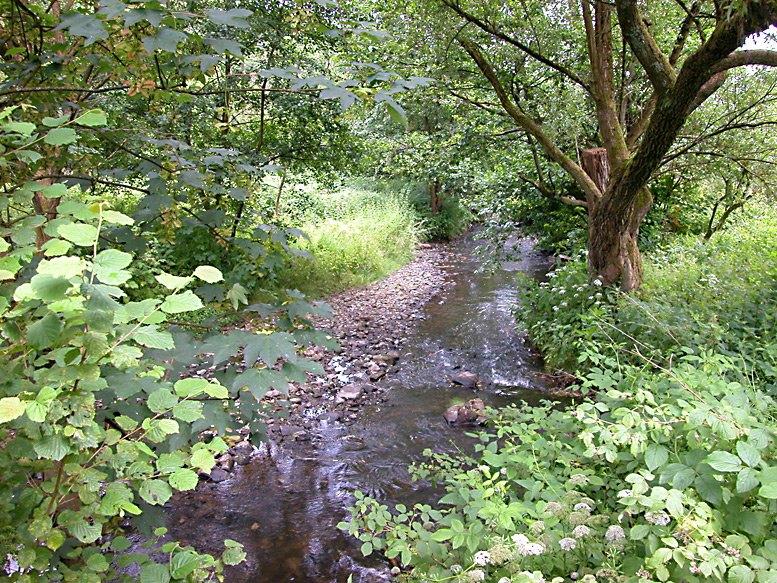
Itter bei Breidenmühle
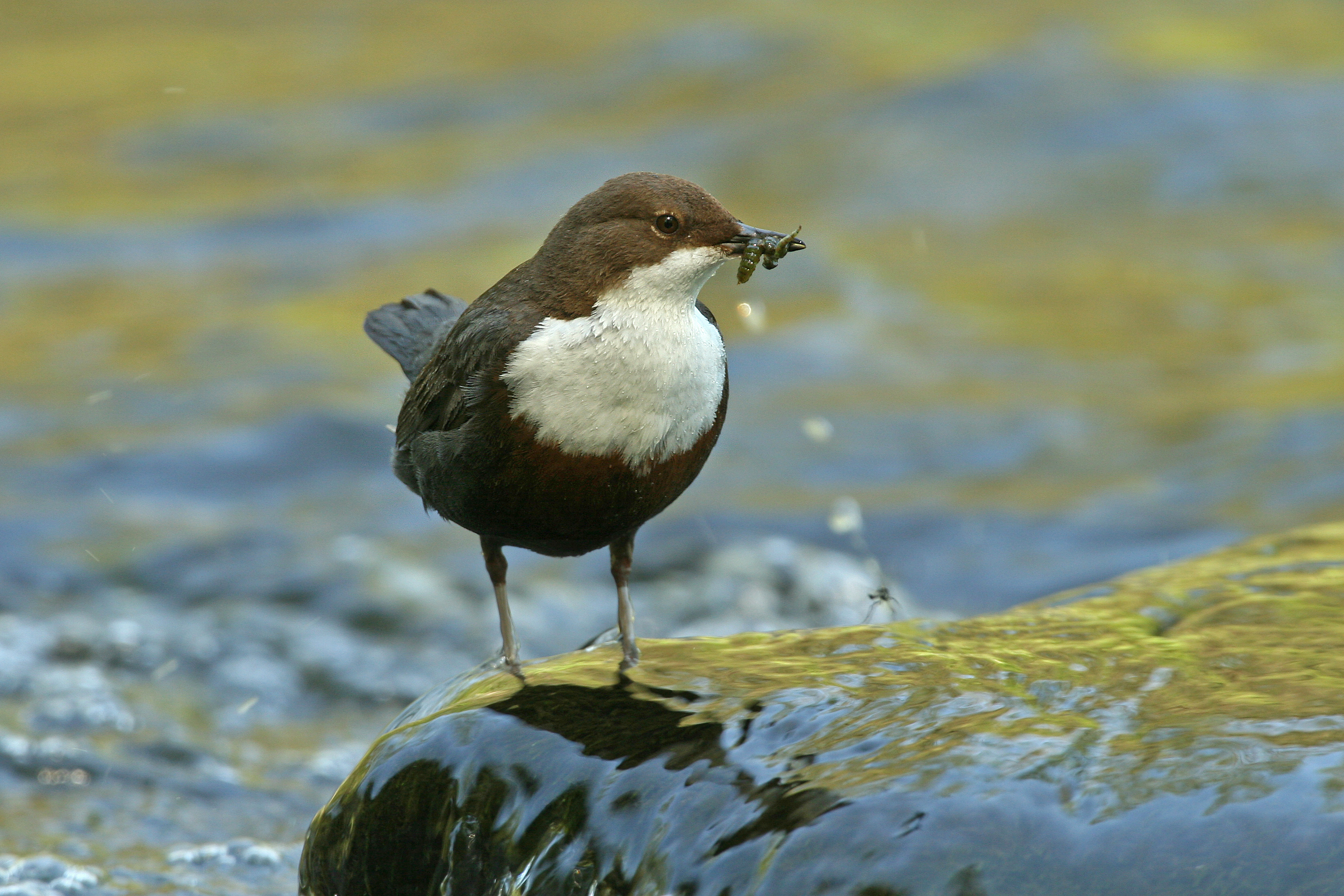
Wasseramsel (Cinclus cinclus)
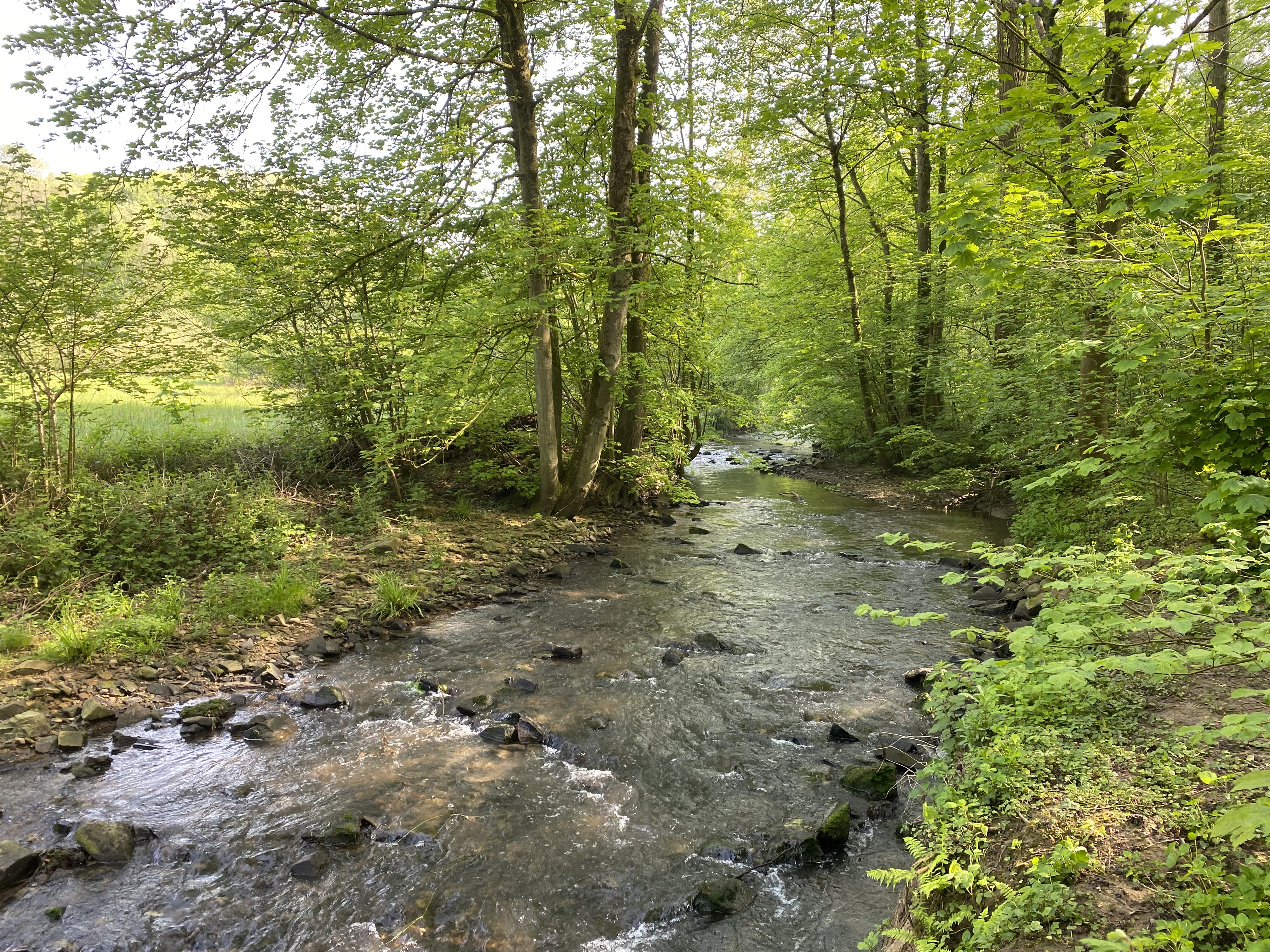
Die Itter im NSG
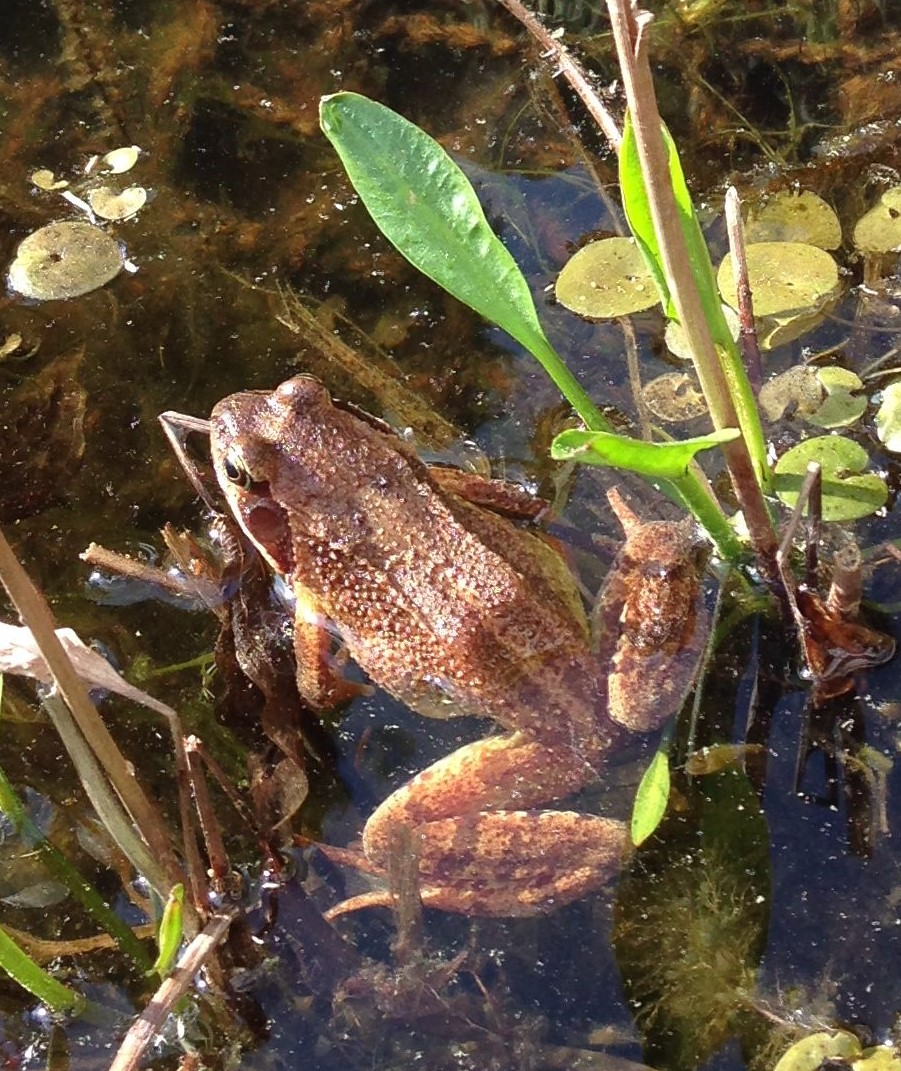
Grasfrosch (Rana temporaria)
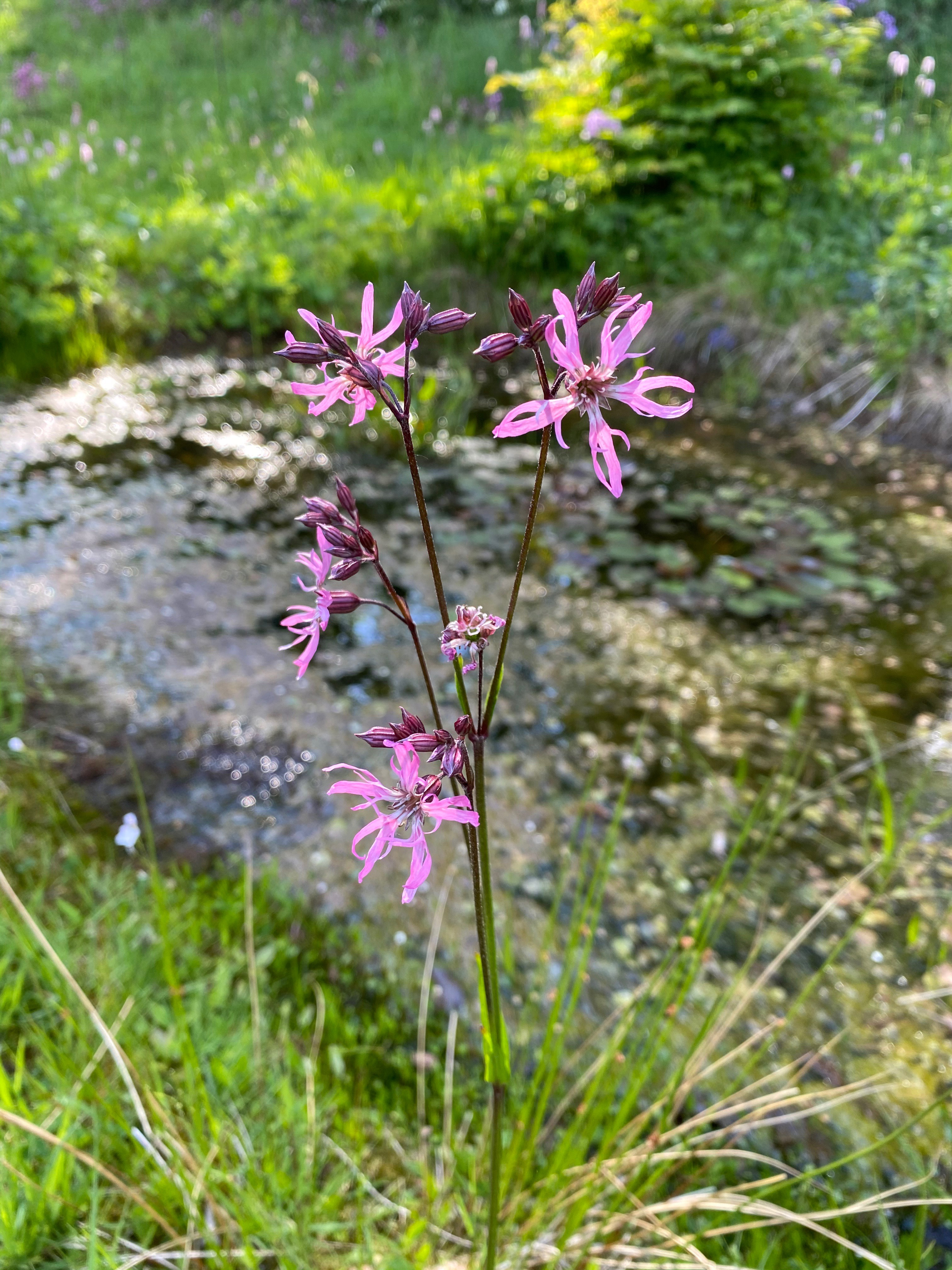
Kuckucks-Lichtnelke (Lychnis flos-cuculi)
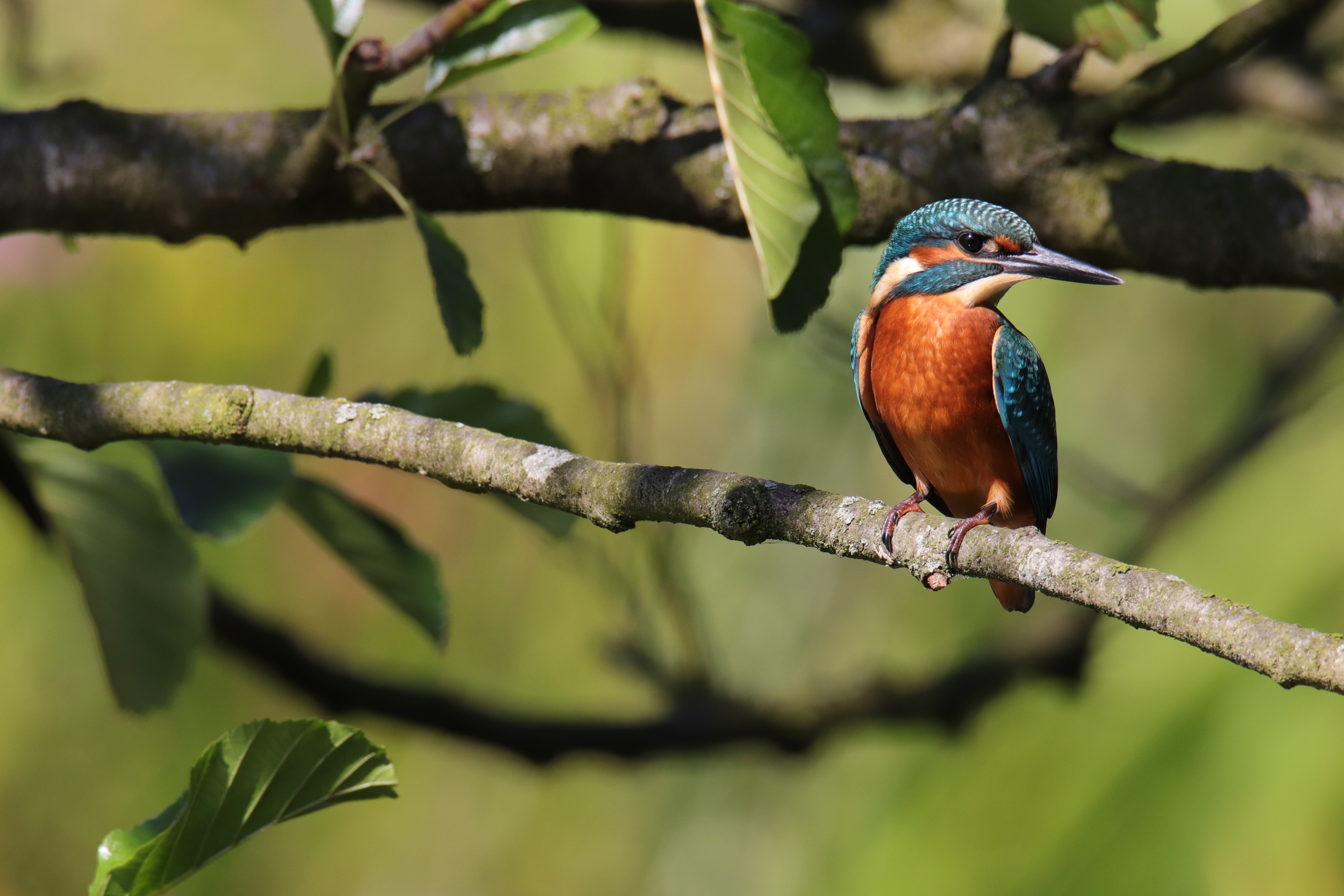
Eisvogel (Acledo atthis)
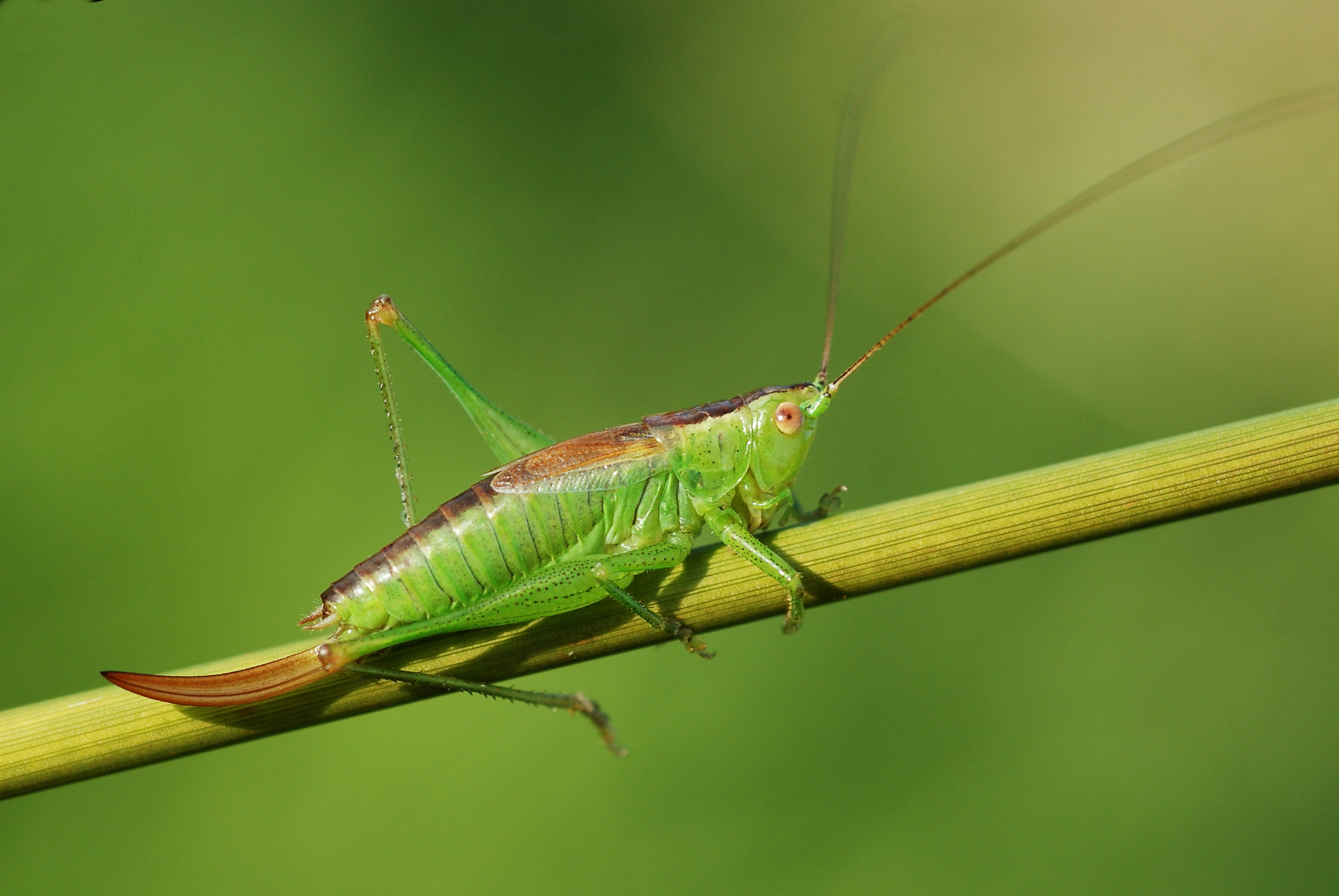
Kurzflügelige Schwertschrecke (Conocephalus dorsalis)
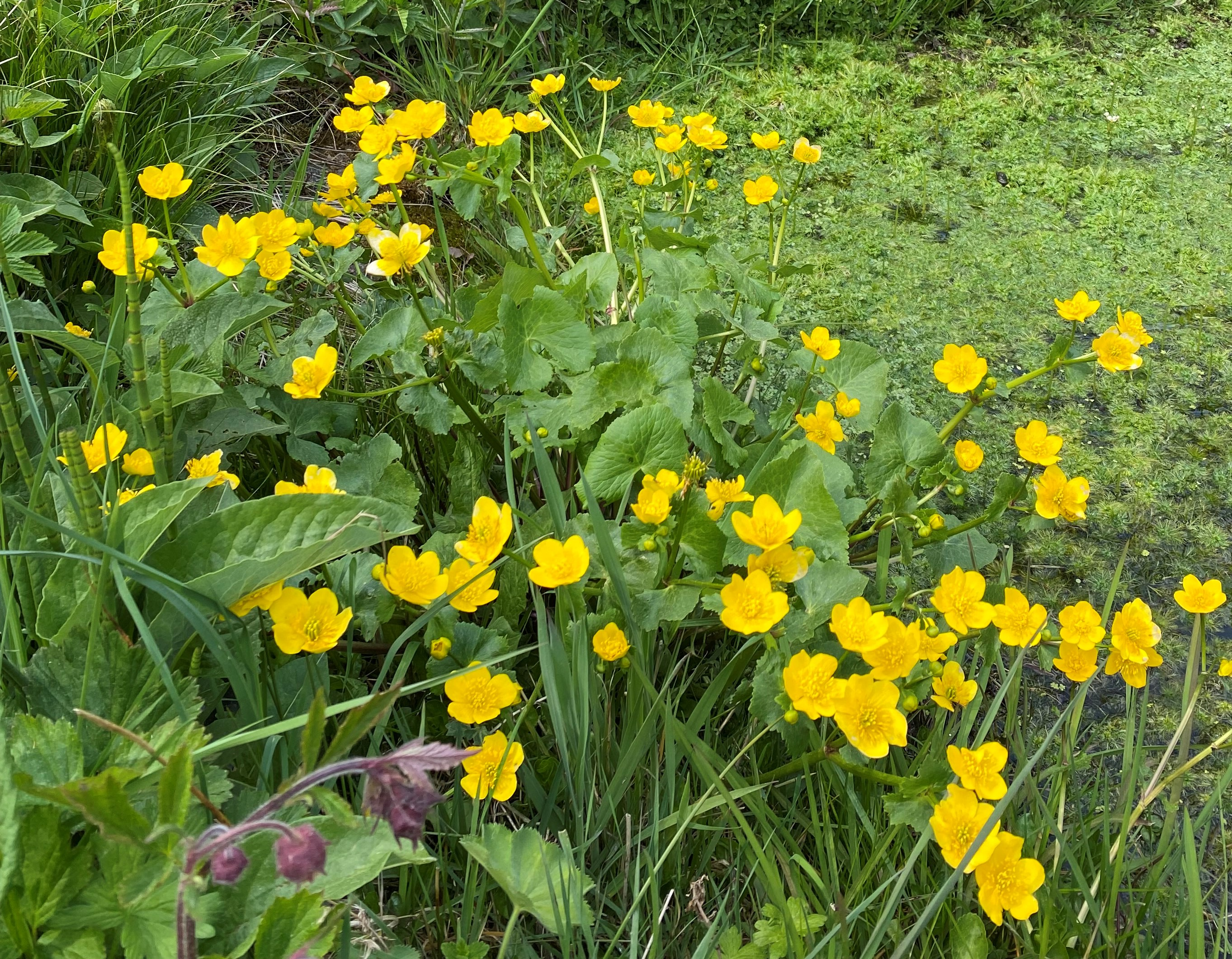
Sumpf-Dotterblume (Caltha palustris)
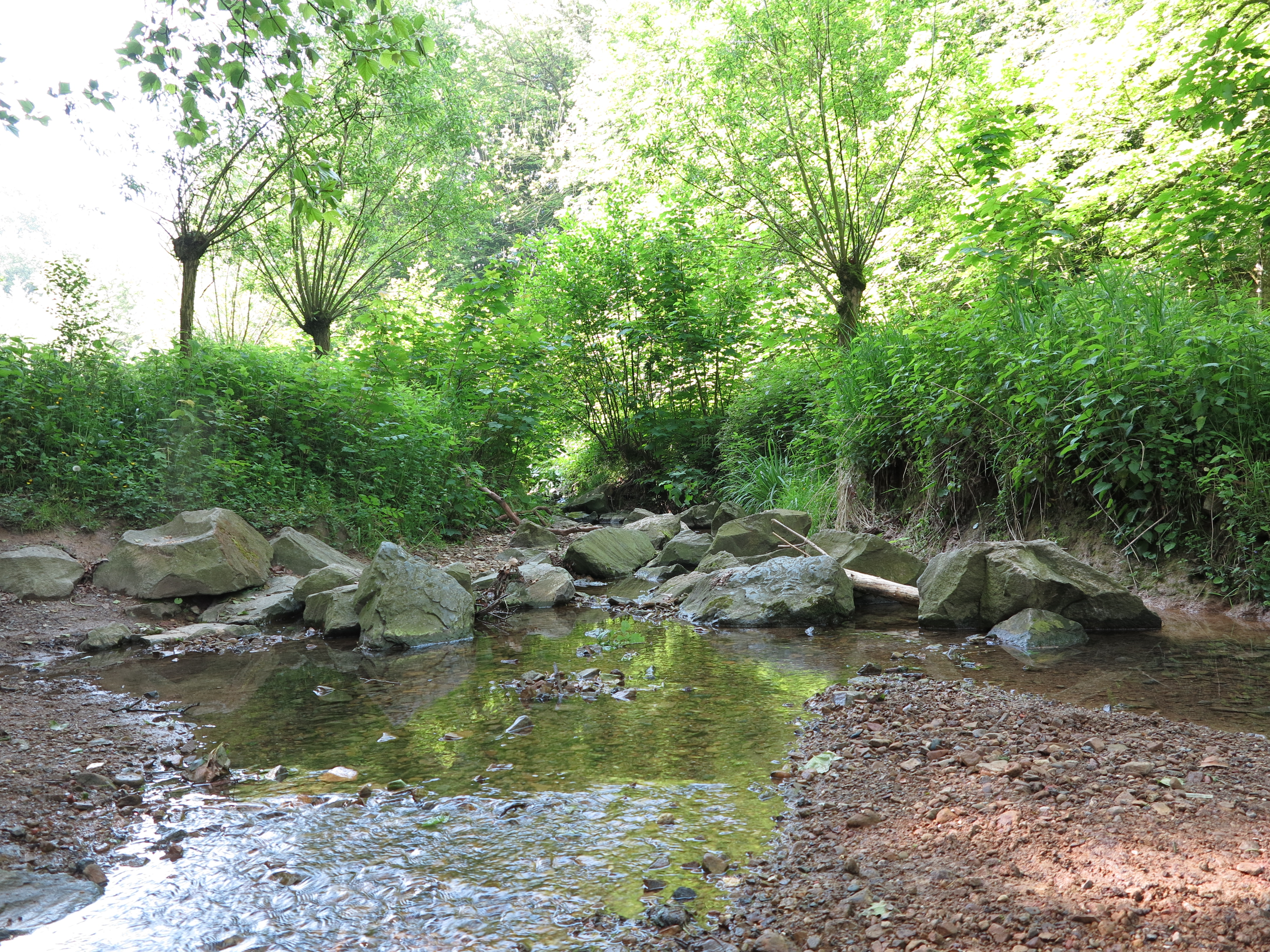
Baverter Bach nahe Schloss Caspersbroich

## Wanderwege
Das Gebiet ist für Wanderer und Spaziergänger erschlossen. Der Neanderlandsteig, der Klingenpfad (S) und der Wanderweg (W) rund um Wald / Weyer führen durch das Ittertal. Der Wanderweg (—) beginnt in Weyer und führt über Garzenhaus durch das Baverter Bachtal nach Schloss Caspersbroich.